# Szymon Czajkowski

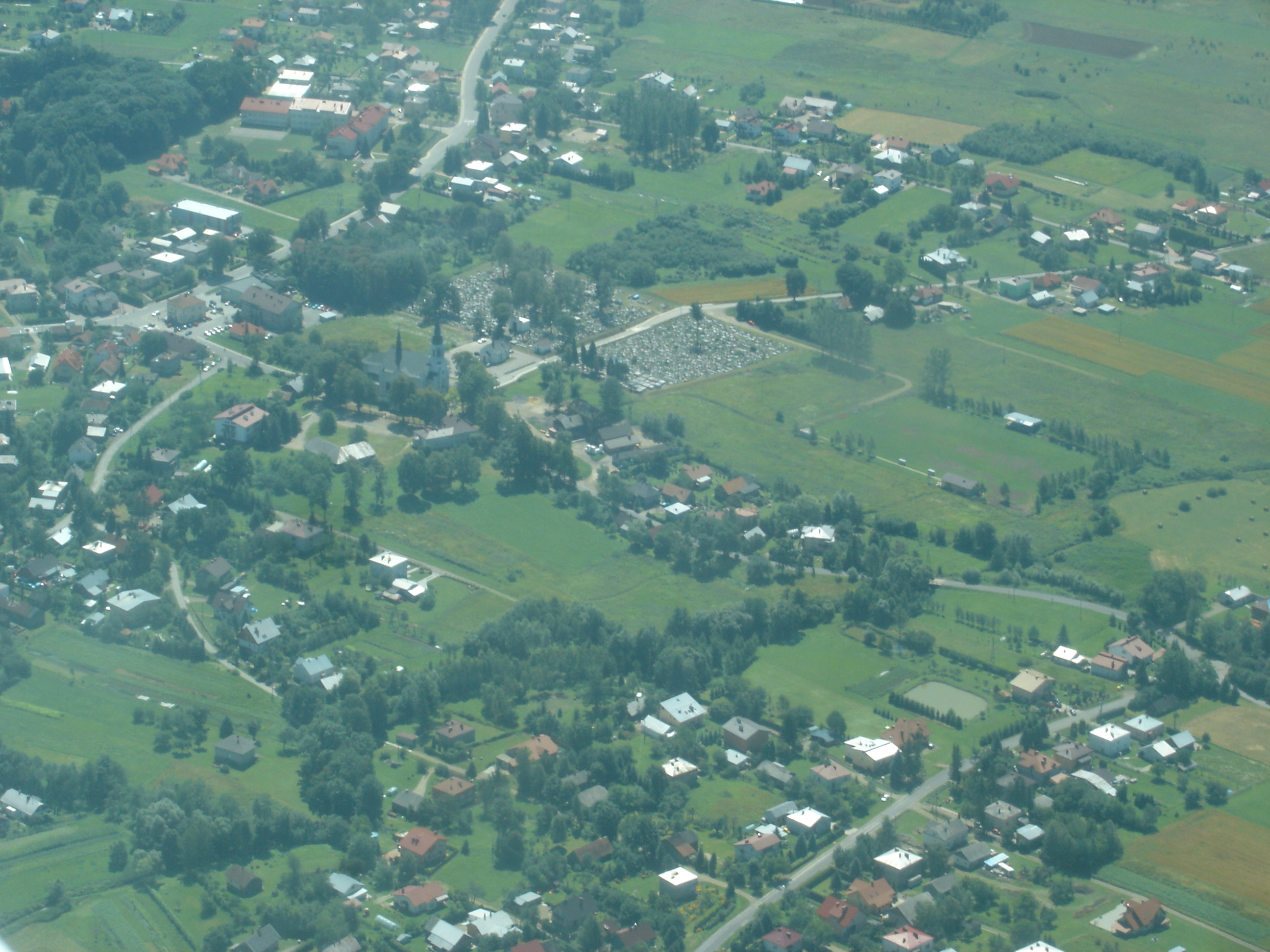
Zręcin, miejsce zamieszkania Szymona Czajkowskiego

Szymon Czajkowski (ur. 1879, zm. 1962) – polski rolnik, Sprawiedliwy wśród Narodów Świata.

## Życiorys
Przed wybuchem II wojny światowej Szymon Czajkowski mieszkał razem z żoną Bronisławą i dziećmi: Walerianem, Janem i Bronisławą we wsi Zręcin blisko Krosna. Rodzina Czajkowskich prowadziła 4-hektarowe gospodarstwo rolne w sąsiedztwie żydowskiej rodziny Lipinerów, która prowadziła sklep i gospodarstwo rolne. Od 1942 r. Czajkowski razem z resztą rodziny ukrywał w swoim gospodarstwie sąsiada Ignacego Lipinera, który poprosił o chwilowe schronienie. Z czasem do Czajkowskich została sprowadzona żona Ignacego, Chaja oraz młodsza córka, Erna które zbiegły z getta w Krośnie. Czajkowski ukrywał również zbiegłą z transportu Żydów z getta w Rzeszowie starszą córkę Lipinera, oraz zbiegłych z obozu pracy na lotnisku pod Krosnem jego szwagra i Józefa Brajtowicza, właściciela masarni w Krośnie. W przygotowanej kryjówce chronili się również bracia Bergman. Początkowo kryjówka znajdowała się w komórce obory, jednak ze względów bezpieczeństwa Czajkowski razem z synem Andrzejem i wnukiem Walerianem zbudował kryjówkę w stajni, dobudowując dodatkową ścianę. Na przygotowanych piętrowych łóżkach łącznie schronienie znalazło 9 osób. Gestapo dwukrotnie przeszukiwało gospodarstwo Czajkowskiego. W ostatnich miesiącach przed wyzwoleniem przez Armię Czerwoną, w pobliżu stajni została zakwaterowana grupa kilkudziesięciu niemieckich żołnierzy. Szymon Czajkowski ukrywał Żydów do wyzwolenia dnia 8 września 1944 r.
4 czerwca 1963 r. Szymon Czajkowski został uhonorowany tytułem Sprawiedliwego wśród Narodów Świata. Razem z nim odznaczeni zostali Bronisława i Andrzej Czajkowscy. W 1988 r. tytuł ten został przyznany jego wnukowi Walerianowi Czajkowskiemu i wnuczce Bronisławie Lipińskiej z domu Czajkowskiej.

### Ukrywani[1][2]
- Józef Brajtowicz
- Roman Bergman
- Maks Bergman
- Rubin Bergman
- Haskiel Morgenstern
- Sonia Pomeranc z d. Lipiner
- Erna Salomon z d. Lipiner
- Chaja Lipiner z d. Morgenstern
- Ignacy Lipiner